# 曹豹 (弘治進士)
曹豹（1453年—1507年），字文蔚，中軍都督府金山卫籍南直隸松江府華亭縣人，明朝政治人物。

## 生平
曹豹年輕時當徭役被鞭打，於是發憤力學進入衛學，中成化二十二年（1486年）丙午科應天府鄉試第一百十九名舉人，弘治十二年（1499年）成己未科會試第二百五十五名，三甲七十三名進士，獲授郟縣知縣，在地方修葺縣志，建立崇正書院，聘請名士為師，令士風改變；高陽有淫祠，令全縣瘋狂，他打算拆毀祠廟，別人以蜚語威脅他他也不為所動，終於也能拆除淫祠，撫按論薦召用他為監察御史，他卻在路途去世，年五十五歲，郟縣人為他號哭罷市，入祀當地名宦祠，有《山居運程二集》流傳。

## 家族
曾祖曹子華；祖曹參；父曹忻。前母奚氏，母劉氏。永感下。兄曹彪、弟曹虞。

## 引用
1. 1 2  光緒《重修華亭縣志·卷十二·人物一》：進士……明……（弘治）十二年己未科 倫文敘榜……曹豹 宋府志本傳【云】字文蔚，少貧苦為人踐，更發憤力學，登進士知郟縣，稱無害吏，立社學、毀淫祠；秩滿奏最，召入將拜臺諫卒，郟人德之，崇祀名宦今有《山居運程二集》。 案豹居干巷，為今金山境。……舉人……明……（成化）二十二年丙午科 陳鎬榜……曹豹 見進士，案宋府范作陝西籍，曹作衛學，今竝因進士題名碑錄補
2. ↑  光緒《金山縣志·卷十九·傳 仕績》：曹豹，字文蔚，干巷人，弱冠充邑踐更，為有司所笞，發憤力學入衛庠，中弘治十二年進士，衛庠有科第自豹始。授河南郟縣令，修縣志、創崇正書院，聘名士為師，士習丕變；高陽有淫祠闔邑若狂，豹欲毀其祠，或脅以危語不為動，卒除之，撫按論薦以監察御史召卒於途，年五十五，郟人巷哭罷市，從祀名宦。豹性坦率不設城府，好面折人過，人不以為忤也。 陳志，參《雲間人物志》
3. ↑  龚延明主编. . 宁波: 宁波出版社. 2016. ISBN 978-7-5526-2320-8. 《天一閣藏明代科舉錄選刊.登科錄》之《弘治十二年己未科進士登科錄》